# Julija Dolgorukova
Julija Vitaljevna Dolgorukova (russisk: Юлия Витальевна Долгорукова) er en russisk maler og medlem af International Academy of contemporary arts 2020.

## Biografi
Dolgorukova blev født i Moskva . Hun tog eksamen fra Moscow Art College som grafisk designer og deltog i kurser på Moscow Polygraphic Institute, studerede hos J. Bisti og A. Cedric. I 1990 deltog hun i forelæsninger og workshops i Michael Lesehr i Stuttgart Academy of Fine Arts. Hendes værker inkluderer staffelimalerier, tegninger og teaterdekoration samt mode og indretning . I 1981 blev hun accepteret til ungdomsafsnittet i Moskva Union of Artists, og i 1997 blev hun medlem af Moscow Union of Artists. Siden 1991 er hun medlem af Creative Union of Artists of Russia .
Siden 1981 har Julia deltaget i mere end 60 udstillinger.

## Galleri
- THE ALL-SEEING EYE 2020
- Lilies in a blue vase 2018
- Bouquet of irises with yellow canaries. 2021